# Гуавата
Гуавата (исп. Guavatá) — город и муниципалитет в северо-восточной части Колумбии, на территории департамента Сантандер. Входит в состав провинции Велес.

## История
Поселение, из которого позднее вырос город, было основано Педро Антонио Кастаньедой и Рамоном Паломино 6 февраля 1542 года.

## Географическое положение
Город расположен в юго-западной части департамента, в горной местности Восточной Кордильеры, на расстоянии приблизительно 139 километров к юго-западу от города Букараманги, административного центра департамента. Абсолютная высота — 1978 метров над уровнем моря.
Муниципалитет Гуавата граничит на севере и северо-востоке с территорией муниципалитета Велес, на востоке — с муниципалитетом Барбоса, на юго-востоке — с муниципалитетом Пуэнте-Насьональ, на юго-западе — с муниципалитетом Хесус-Мария, на западе — с муниципалитетами Сукре и Боливар. Площадь муниципалитета составляет 56 км².

## Население
По данным Национального административного департамента статистики Колумбии, совокупная численность населения города и муниципалитета в 2015 году составляла 3679 человек.
Динамика численности населения муниципалитета по годам:
| 2005 | 2006 | 2007 | 2008 | 2009 | 2010 | 2011 | 2012 | 2013 | 2014 | 2015 |
| ---- | ---- | ---- | ---- | ---- | ---- | ---- | ---- | ---- | ---- | ---- |
| 4402 | 4301 | 4230 | 4157 | 4078 | 4012 | 3944 | 3866 | 3807 | 3737 | 3679 |

Согласно данным переписи 2005 года мужчины составляли 51,7 % от населения Гуаваты, женщины — соответственно 48,3 %. В расовом отношении белые и метисы составляли 99,98 % от населения города; негры, мулаты и райсальцы — 0,02 %.
Уровень грамотности среди всего населения составлял 79,3 %.

## Экономика
Основу экономики Гуаваты составляет сельское хозяйство. Основными возделываемыми культурами являются: гуава, кофе, кукуруза, сахарный тростник и юкка.
56 % от общего числа городских и муниципальных предприятий составляют предприятия торговой сферы, 26 % — предприятия сферы обслуживания, 18 % — промышленные предприятия.